# Ігл-Пойнт (Вісконсин)
Ігл-Пойнт (англ. Eagle Point) — місто (англ. town) в США, в окрузі Чиппева штату Вісконсин. Населення — 3237 осіб (2020).

## Демографія
Згідно з переписом 2010 року, у місті мешкали 3053 особи в 1211 домогосподарстві у складі 931 родини. Було 1345 помешкань
Расовий склад населення:
| - 98,6 % — білих - 0,4 % — азіатів - 0,1 % — корінних американців - 0,1 % — чорних або афроамериканців |

До двох чи більше рас належало 0,7 %. Частка іспаномовних становила 0,2 % від усіх жителів.
За віковим діапазоном населення розподілялося таким чином: 21,4 % — особи молодші 18 років, 63,0 % — особи у віці 18—64 років, 15,6 % — особи у віці 65 років та старші. Медіана віку мешканця становила 45,6 року. На 100 осіб жіночої статі у місті припадало 102,6 чоловіків;  на 100 жінок у віці від 18 років та старших — 102,4 чоловіків також старших 18 років.
Середній дохід на одне домашнє господарство  становив 86 012 долари США (медіана — 73 594), а середній дохід на одну сім'ю — 96 850 доларів (медіана — 84 107). Медіана доходів становила 60 551 долар для чоловіків та 43 800 доларів для жінок. За межею бідності перебувало 11,0 % осіб, у тому числі 11,6 % дітей у віці до 18 років та 3,9 % осіб у віці 65 років та старших.
Цивільне працевлаштоване населення становило 1572 особи. Основні галузі зайнятості: виробництво — 22,4 %, роздрібна торгівля — 20,8 %, освіта, охорона здоров'я та соціальна допомога — 19,8 %.